# Niccolò Ammaniti
Niccolò Ammaniti född 25 september 1966 i Rom, är en italiensk författare.  Han bor i Rom med sin hustru Lorenza Indovina, som är skådespelerska.
Ammaniti debuterade 1994 och ingick en tid i gruppen "De unga kannibalerna", som ville göra upp med de äldre författarna. Hans debutverk räknas till genren pulp (kiosklitteratur), präglad av våld och makabra effekter. Han har sedan skrivit uppskattade verk om våndan i att bli vuxen, ibland kombinerat med inslag av fantasterier och framtidsvisioner.
Hans roman Io non ho paura från 2001 filmatiserades av regissören Gabriele Salvatores. Ytterligare ett antal av hans romaner har filmatiserats. 

### Utgivet på svenska
- Jag är inte rädd 2002 (Io non ho paura), svensk översättning: Olov Hyllienmark
- Långt, långt härifrån 2002 (Ti prendo e ti porto via), svensk översättning: Helena Monti
- Mellan himmel och jord 2008 (Come Dio comanda), svensk översättning: Helena Monti
- Festen kan börja 2011 (Che la festa cominci), svensk översättning: Helena Monti
- Du och jag 2014 (Io e te), svensk översättning: Helena Monti

### Utgivet på italienska (i urval)

#### Romaner
- Branchie, Roma, Ediesse, 1994. Turin, Einaudi, 1997.
- Ti prendo e ti porto via, Milano, Mondadori, 1999.
- Io non ho paura, Turin, Einaudi, 2001.
- Come Dio comanda, Milano, Mondadori, 2006.
- Che la festa cominci, Turin, Einaudi, 2009.
- Io e te, Turin, Einaudi, 2010.
- Anna, Turin, Einaudi, 2015.

#### Novellsamlingar
- Fango, Milano, Mondadori, 1996.
- Il momento è delicato, Turin, Einaudi, 2012.

#### Film
- The Good Life, på dvd av Giangiacomo Feltrinelli Editore, Milano, 2014.

#### Filmatiseringar
- L'ultimo capodanno, i regi av Marco Risi (1998)
- Branchie,  i regi av Francesco Ranieri Martinotti (1999)
- Io non ho paura,  i regi av di Gabriele Salvatores (2003)
- Come Dio comanda,  i regi av Gabriele Salvatores (2008)
- Io e te,  i regi av Bernardo Bertolucci (2012)

## Priser och utmärkelser
- Premio Viareggio , 2001 för Io non ho paura
- Stregapriset, 2007 för Come Dio comanda
- Premio Dessì,  2011